# Sång, dans, sex
Sång, dans, sex är TT Reuters andra musikalbum som släpptes 1981 på skivbolaget Heartwork. Inspelad november 1980 i Silence studio och nov/dec 1980 i Lundaton.

## Låtlista
Alla låtar skrivna av Henrik Venant och arrangerade av TT Reuter
1. Näring åt natur
2. Krossa alla tankar
3. Cirklar
4. Ge mig dina ögon
5. Ökenliv
6. Nordpolens gräns
7. Tolv2
8. Dagslända

## Producerades av
TT Reuter & Anders Lind

## Medverkande
- Peter Puders - Gitarr
- Henrik Venant - Sång, gitarr, kör, saxofon
- Peter Strauss - Trummor
- Peter Ivarss - Bas, kör